# اسکار گوبرن
اسکار گوبرن (انگلیسی: Oscar Gobern؛ زادهٔ ۲۶ ژانویهٔ ۱۹۹۱) بازیکن فوتبال اهل بریتانیا است.
از باشگاه‌هایی که در آن بازی کرده‌است می‌توان به باشگاه فوتبال دونکستر راورز، باشگاه فوتبال کویینز پارک رنجرز، باشگاه فوتبال ساوت‌همپتون، باشگاه فوتبال چسترفیلد، باشگاه فوتبال میلتون کینز دونز، و باشگاه فوتبال هادرزفیلد تاون اشاره کرد.
وی همچنین در تیم ملی فوتبال زیر ۱۹ سال انگلستان بازی کرده‌است.